# 矢延洋泰
矢延 洋泰（やのぶ ひろやす、1947年 - ）は、日本の地理学者。専門は東南アジア地域研究、経済地理学、環境科学。

## 来歴
広島県生まれ。崇徳高等学校卒業。同年、理科系大学に入学し中退。1969年駒澤大学文学部地理学科入学、1973年同卒業
。同年 東京大学工学部研究生。1977年イタリア政府の招請でトスカーナ州シエナ大学に短期留学。1978年駒澤大学大学院博士課程地理学専攻満期退学。
立教大学大学院、青山学院大学、神奈川大学、駒澤大学、東京純心女子大学講師を歴任。

## 著書
- 『小さな国の大きな開発 - シンガポールの現代化』勁草書房 1983.11
- 『外からの開国、内なる国際化―東南アジアの視点から』勁草書房 1988.5
- 『ワードコレクション　東南アジア』日本評論社 1995.4
- 『インサイト東南アジア―「ハブ・シティ」シンガポールを中心に』勁草書房 1995.12
- 『海の十字路の交流誌―欧米に翻弄された東南アジア』勁草書房 2006.1[5]

「国立国会図書館サーチ」を参照